# Наборский, Иван Савельевич

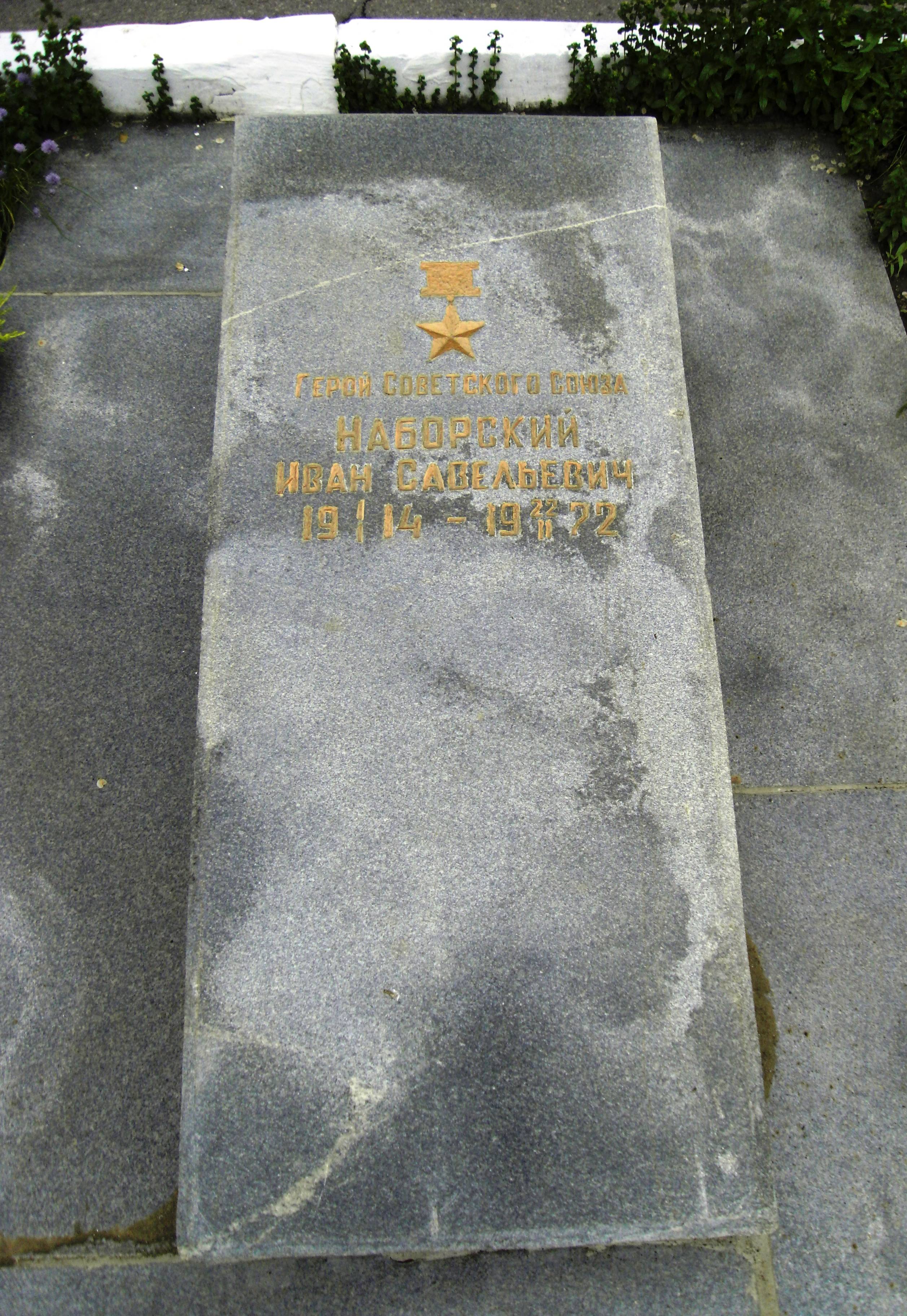
Плита на могиле И. С. Наборского, г. Торецк.

Иван Савельевич Наборский (1 января 1914, Первый Донской округ, область Войска Донского — 22 февраля 1972, Дзержинск, Донецкая область) — участник Великой Отечественной войны, командир роты 93-й отдельной Житомирской Краснознамённой ордена Богдана Хмельницкого танковой бригады 4-й танковой армии 1-го Украинского фронта, старший лейтенант. Герой Советского Союза (1945). После войны — начальник подземного участка шахты 1-1 бис («Торецкая»).

## Биография
Иван Наборский родился 1 января 1914 года в крестьянской семье на хуторе Колотовка юрта Филипповской станицы Первого Донского округа области Войска Донского, ныне территория хутора находится на затопленной Цимлянским водохранилищем части Цимлянского района Ростовской области. Русский.
С 1929 года жил в городе Дзержинске Донецкой области Украинской ССР, куда переехал вместе с родителями. Окончил горный техникум. Работал электрослесарем, забойщиком, горным мастером на шахте № 1-1 бис («Торецкая») и на шахте «Донбасс».
В Рабоче-крестьянскую Красную Армию призван Дзержинским РВК Сталинской области в октябре 1941 года. В 1942 году окончил Сталинградское военное танковое училище.
С 1944 года член ВКП(б), в 1952 году партия переименована в КПСС.
Участник Великой Отечественной войны с мая 1943 года. Командир танка Т-34. Принимал участие в Курской битве, в освобождении городов и сёл Украины, Польши, в боях на территории Германии. Освобождал Прагу. Легко ранен в сентябре 1943 года.
Командир роты 93-й отдельной танковой бригады старший лейтенант Иван Наборский в боях с 12 по 30 января 1945 года при совершении 600-километрового рейда с боями показал исключительную смелость и умение управлять ротой в бою. 17 января, получив задачу захватить город Сулеюв (Польша), первым ворвался в город и удержал его до подхода наших частей. 30−31 января первым вышел к Одеру северо-западнее города Оппельн (Ополе, Польша) и прикрыл своей ротой форсирование реки частями 6-го гвардейского механизированного корпуса. В ходе боёв проявил исключительную маневренность, личный героизм и отвагу, отразив неоднократные контратаки частей противника, пытавшегося сорвать переправу. Указом Президиума Верховного Совета СССР от 10 апреля 1945 года за образцовое выполнение боевых заданий командования на фронте борьбы с немецко-фашистскими захватчиками и проявленные при этом мужество и героизм старшему лейтенанту Наборскому Ивану Савельевичу присвоено звание Героя Советского Союза с вручением ордена Ленина и медали «Золотая Звезда».
С 3 декабря 1946 года в запасе. Вернулся в город Дзержинск Сталинской (с 1961 года — Донецкой) области. Возвратился на шахту 1-1 бис («Торецкая»), где проработал 22 года горным мастером, помощником начальника и начальником подземного участка до ухода на пенсию.
Иван Савельевич Наборский умер 22 февраля 1972 года в городе Дзержиске Донецкой области Украинской ССР, ныне город Торецк той же области Украины. Похоронен на территории городского парка Дзержинска (ныне Торецк), у здания производственного объединения «Дзержинскуголь», ныне «Торецкуголь» — 48°23′53″ с. ш. 37°50′53″ в. д..

## Награды
- Герой Советского Союза, 10 апреля 1945 года[3][4][5]
  - Орден Ленина
  - Медаль «Золотая Звезда» № 6020
- Орден Отечественной войны 1-й степени, 13 августа 1944 года[6]
- Орден Отечественной войны 2-й степени, 2 июля 1944 года[7]
- Красной Звезды, 23 октября 1943 года[8]
- медали.
- Решением исполкома Дзержинского городского совета депутатов трудящихся № 219 от 25 августа 1965 года Наборскому Ивану Савельевичу присвоено звание «Почётный гражданин города Дзержинска».

## Память
- В память о Герое Советского Союза И. С. Наборском в городе Дзержинске ежегодно проводится турнир футбольных команд.